# Gnaeus Sergius Fidenas
Gnaeus Sergius Fidenas Coxo war ein Politiker und Feldherr in der Frühzeit der römischen Republik.
Er entstammte der patrizischen Familie der Sergier, die im 5. und 4. Jahrhundert in Rom eine bedeutende Rolle spielte und die danach, wenn auch weitgehend einflusslos, bis ins 1. vorchristliche Jahrhundert blühte. Ein im Jahr 1900 gefundenes Fragment der Fasti Capitolini nennt seinen kompletten Namen Gnaeus Sergius Fidenas Coxo. Bei dem antiken Geschichtsschreiber Titus Livius erscheint er bei seinem dritten Konsulartribunat mit dem Praenomen Gaius.
Er muss ein guter Feldherr gewesenen sein, denn während der schweren Kämpfe Roms gegen die Gallier, Volsker und andere Nachbarn um die Vorherrschaft in Latium wurde er insgesamt dreimal zum „Konsulartribun“ (tribunus militaris consulis potestate, dt. „Militärtribun mit konsularischer Gewalt“) gewählt, ein Amt, das es nur bei großer äußerer Bedrohung für den Staat anstelle der Konsuln gegeben hat. Zum ersten Mal wurde er für das Jahr 387 v. Chr. zum Konsulartribunen gewählt, zum zweiten Mal für das Jahr 385 v. Chr. und schließlich zum dritten Mal für das Jahr 380 v. Chr.